# Brémoy
Brémoy est une commune française située dans le département du Calvados en région Normandie, peuplée de 257 habitants.

## Géographie
La commune est au nord-est du Bocage virois, sur le synclinal bocain, premières hauteurs du Massif armoricain. L'atlas des paysages de la Basse-Normandie la classe de même au cœur de l'unité du synclinal bocain qu'il caractérise par « une alternance de lambeaux boisés sur les crêtes et de paysages semi-ouverts ». Situé à flanc d'une colline qui le sépare de Jurques et du Pré-Bocage, son bourg est à 5,5 km au sud-est de Saint-Martin-des-Besaces, à 15 km au sud-ouest de Villers-Bocage et à 21 km au nord-est de Vire.
Si l'on excepte la route départementale no 577 (ancienne route nationale 177) qui longe sur quelques dizaines de mètres le territoire à l'est, la commune est à l'écart des grands axes routiers. La D 165 qui passe au sud du bourg de Brémoy joint Le Mesnil-Auzouf au sud-est à Saint-Martin-des-Besaces au nord-ouest. Le bourg y est relié par la D 165a qui rejoint la D 577 à l'est. Partant également de la D 165, mais vers le sud, la D 165b permet d'atteindre Saint-Pierre-Tarentaine. L'A84 est accessible à Saint-Ouen-des-Besaces, à 6 km au nord-ouest (sortie 41).
Brémoy est très majoritairement dans le bassin de la Vire, par ses sous-affluents le Courbençon, au sud, et le Roucamps, ou Petite Souleuvre (ruisseaux du Bois d'Allais et du Forduit), au nord-ouest. Une petite partie nord-est est un versant qui alimente la source de la Seulles, autre fleuve côtier, et de son premier affluent la Seulline, sources situées sur la commune voisine, Jurques. Un petit vallon limitrophe à l'est est occupé par un affluent de l'Odon, rivière du bassin de l'Orne.
Coté à 358 m — soit quatre de moins que le mont Pinçon, culminant départemental —, le point culminant se situe au nord, dominant l'ancienne carrière du Haut Bosq, près du lieu-dit la Corblaie. Le point le plus bas (158 m) correspond à la sortie du Courbançon (affluent de la Souleuvre) du territoire, au sud-ouest. La commune est bocagère, sauf le nord et l'est couverts par les bois dont le bois de Brimbois au nord.
Les lieux-dits sont, du nord-ouest à l'ouest, dans le sens horaire : le Moulin de Brémoy, le Coudray, la Tromperie, la Rebourserie, la Monderie, la Fosse, Banvillait (au nord), Cléret, la Corblaie, Sous les Mines, la Cabosse, la Fauvellière, Montifer, la Guesnerie, les Hauts Vents (à l'est), les Maisons, Aigremont, Sous le Mont, le Grand Champ (au sud), la Cour, la Valetaine, la Varablière, l'Arguilly, la Sauvegarde, Beaumont, les Hayes, la Vatelière, le Carrefour des Fosses, le Feugré, le Hamel Vincent (à l'ouest), la Camaillerie et la Vauterie.
| Souleuvre-en-Bocage (comm. dél. de Saint-Martin-des-Besaces) | Souleuvre-en-Bocage (comm. dél. de Saint-Martin-des-Besaces)           | Jurques                   |
| Souleuvre-en-Bocage (comm. dél. du Tourneur)                 | Brémoy                                                                 | Jurques, Le Mesnil-Auzouf |
| Souleuvre-en-Bocage (comm. dél. de Saint-Pierre-Tarentaine)  | Souleuvre-en-Bocage (comm. dél. de Saint-Pierre-Tarentaine et Montamy) | Le Mesnil-Auzouf          |

### Hydrographie
La commune est située dans le bassin Seine-Normandie. Elle est drainée par le Roucamps, le Courbencon, le ruisseau de la Chaine, le fossé 01 d'Aigremont, le fossé 01 de la Vatelière, le ruisseau du Forduit, le fossé 01 de la Guesnerie, le fossé 02 de la Guesnerie, le fossé 03 de la Guesnerie, le fossé 04 de la Guesnerie, le fossé 01 du Carrefour des Fossés et un autre petit cours d'eau,.
Le Roucamps, d'une longueur de 14 km, prend sa source dans la commune de Saint-Julien-sur-Calonne et se jette  dans la Souleuvre à Saint-Julien-sur-Calonne, après avoir traversé deux communes. 

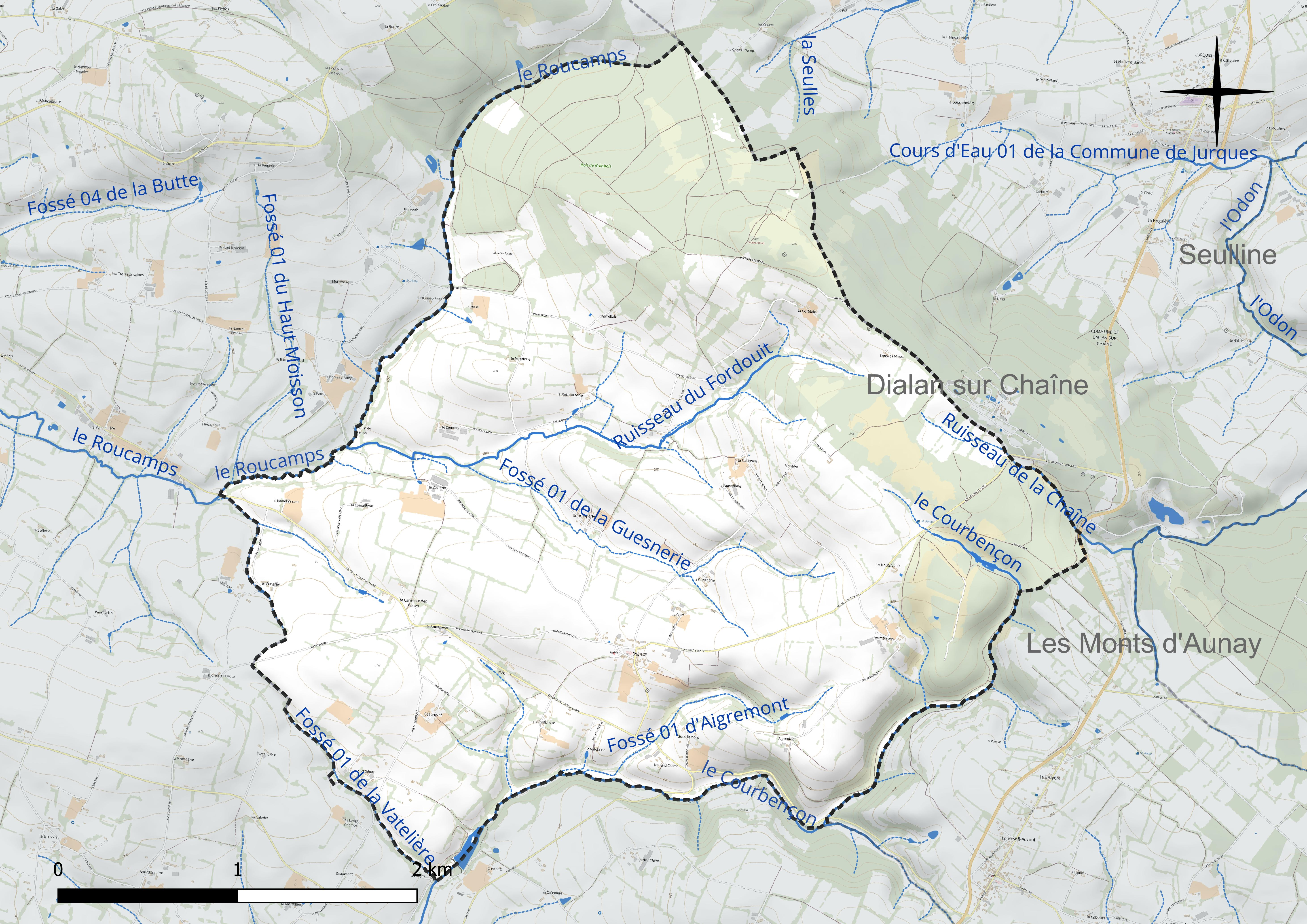
Réseau hydrographique de Brémoy.

### Climat
Pour des articles plus généraux, voir Climat de la Normandie et Climat du Calvados.
En 2010, le climat de la commune est de type climat océanique franc, selon une étude du CNRS s'appuyant sur une série de données couvrant la période 1971-2000. En 2020, Météo-France publie une typologie des climats de la France métropolitaine dans laquelle la commune est exposée à un climat océanique et est dans la région climatique  Normandie (Cotentin, Orne), caractérisée par une pluviométrie relativement élevée (850 mm/a) et un été frais (15,5 °C) et venté. Parallèlement le GIEC normand, un groupe régional d'experts sur le climat, différencie quant à lui, dans une étude de 2020, trois grands types de climats pour la région Normandie, nuancés à une échelle plus fine par les facteurs géographiques locaux. La commune est, selon ce zonage, exposée à un « climat contrasté des collines », correspondant au Bocage normand, bien arrosé, voire très arrosé sur les reliefs les plus exposés au flux d'ouest, et frais en raison de l'altitude.
Pour la période 1971-2000, la température annuelle moyenne est de 10,1 °C, avec  une amplitude thermique annuelle de 13,4 °C. Le cumul annuel moyen de précipitations est de 1 074 mm, avec 14,4 jours de précipitations en janvier et 9,1 jours en juillet. Pour la période 1991-2020, la température moyenne annuelle observée sur la station météorologique la plus proche, située sur la commune de Seulline à 9 km à vol d'oiseau, est de 11,3 °C et le cumul annuel moyen de précipitations est de 992,2 mm,. Pour l'avenir, les paramètres climatiques de la commune estimés pour 2050 selon différents scénarios d'émission de gaz à effet de serre sont consultables sur un site dédié publié par Météo-France en novembre 2022.

## Urbanisme

### Typologie
Au 1er janvier 2024, Brémoy est catégorisée commune rurale à habitat très dispersé, selon la nouvelle grille communale de densité à 7 niveaux définie par l'Insee en 2022.
Elle est située hors unité urbaine. Par ailleurs la commune fait partie de l'aire d'attraction de Caen, dont elle est une commune de la couronne,. Cette aire, qui regroupe 296 communes, est catégorisée dans les aires de 200 000 à moins de 700 000 habitants,.

### Occupation des sols
L'occupation des sols de la commune, telle qu'elle ressort de la base de données européenne d'occupation biophysique des sols Corine Land Cover (CLC), est marquée par l'importance des territoires agricoles (74,2 % en 2018), une proportion identique à celle de 1990 (74,2 %). La répartition détaillée en 2018 est la suivante : prairies (47,2 %), terres arables (26,9 %), forêts (22,2 %), milieux à végétation arbustive et/ou herbacée (3,6 %). L'évolution de l'occupation des sols de la commune et de ses infrastructures peut être observée sur les différentes représentations cartographiques du territoire : la carte de Cassini (XVIIIe siècle), la carte d'état-major (1820-1866) et les cartes ou photos aériennes de l'IGN pour la période actuelle (1950 à aujourd'hui).

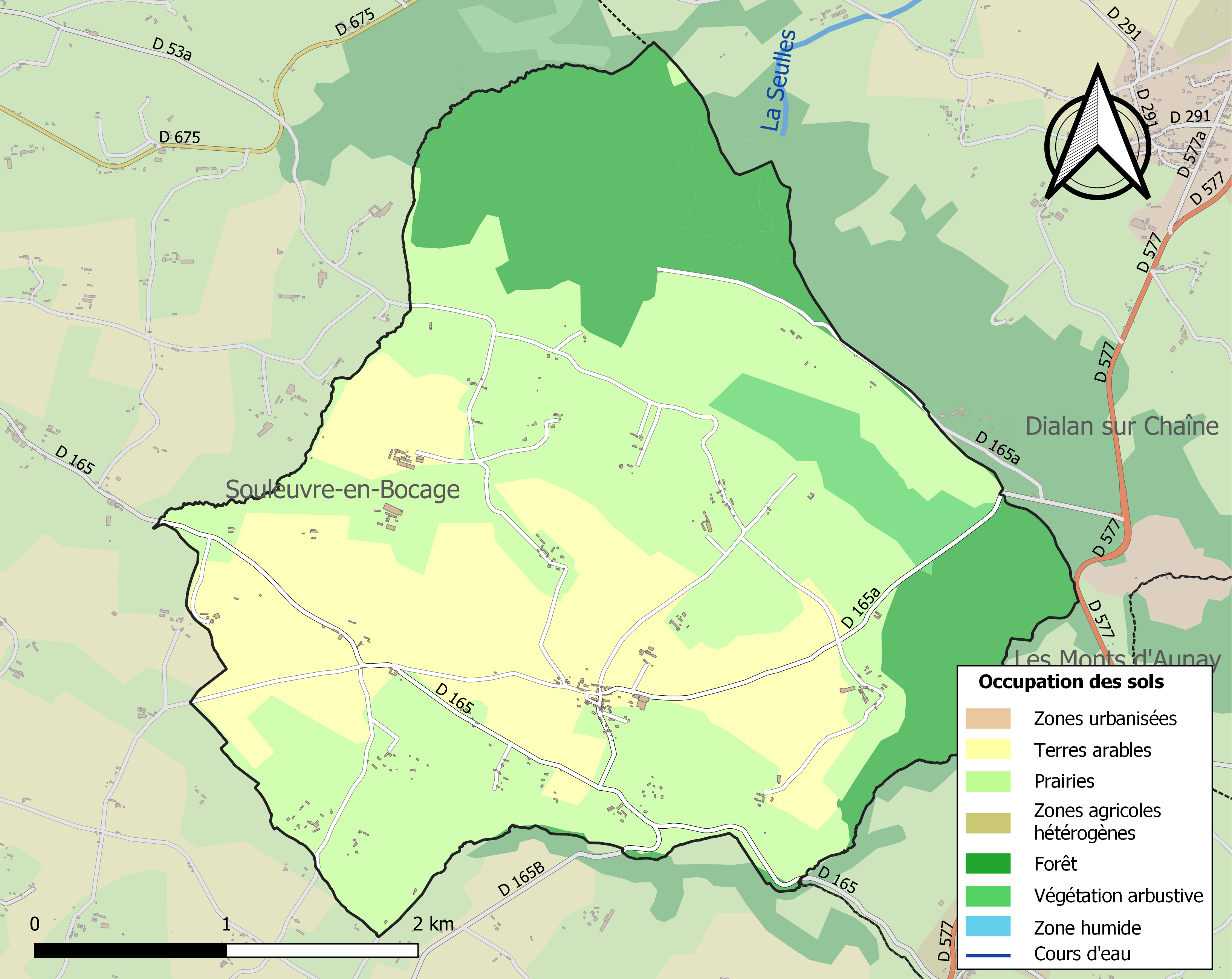
Carte des infrastructures et de l'occupation des sols de la commune en 2018 (CLC).

## Toponymie
Le nom de la localité est attesté sous les formes Bremoest, Bremoost au XVIe siècle et Bremoy vers 1768.
Albert Dauzat émet une hypothèse francique qu'il conjecture d'après le néerlandais brem (« genêt ») et moos (« boue »), cette hypothèse est rejetée par René Lepelley. En effet, les formes anciennes en -t n'incite pas vraiment à y voir un appellatif francique hypothétique *moos par ailleurs inconnu dans la toponymie normande.
Le gentilé est Brémontois.

## Histoire
Au Moyen Âge, la paroisse fait partie de la sergenterie du Tourneur et est la possession de la famille Néel de Tierceville.

## Politique et administration

### Tendances politiques et résultats
Candidats ou listes ayant obtenu plus 5 % des suffrages exprimés lors des dernières élections politiquement significatives :
- Européennes 2014[33] (57,39 % de votants) : FN (Marine Le Pen) 53,33 %, PS-PRG (Gilles Pargneaux) 8.89 %, UMP (Jérôme Lavrilleux) 7,78 %, DLR (Jean-Philippe Tanguy) 7,78 %, EÉLV (Karima Delli) 5,56 %, UDI - MoDem (Dominique Riquet) 5,56 %.
- Législatives 2012[34] :
  - 1er tour (62,71 % de votants) : Jean-Yves Cousin (UMP) 42,73 %, Alain Tourret (PRG) 30,91 %, Marie-Françoise Lebœuf (FN) 11,82 %, Laurent Decker (EÉLV) 7,27 %.
  - 2e tour (68,36 % de votants) : Jean-Yves Cousin (UMP) 61,02 %, Alain Tourret (PRG) 38,98 %.
- Présidentielle 2012[35] :
  - 1er tour (90,96 % de votants) : Marine Le Pen (FN) 32,05 %, Nicolas Sarkozy (UMP) 22,44 %, François Hollande (PS) 17,95 %, Jean-Luc Mélenchon (FG) 12,18 %, François Bayrou (MoDem) 7,05 %.
  - 2e tour (87,01 % de votants) : Nicolas Sarkozy (UMP) 53,19 %, François Hollande (PS) 46,81 %.

### Administration municipale
| Période                                  | Période   | Identité          | Étiquette | Qualité     |
| ---------------------------------------- | --------- | ----------------- | --------- | ----------- |
| 1983                                     | 1995      | Julien Brunet     | SE        |             |
| 1995                                     | mars 2008 | Marcel Lechanoine | SE        |             |
| mars 2008                                | mai 2020  | Joseph Desquesne  | SE        | Postier     |
| mai 2020                                 | En cours  | Alain Legentil    | SE        | Agriculteur |
| Les données manquantes sont à compléter. |           |                   |           |             |

Le conseil municipal est composé de onze membres dont le maire et deux adjoints.

## Démographie
L'évolution du nombre d'habitants est connue à travers les recensements de la population effectués dans la commune depuis 1793. Pour les communes de moins de 10 000 habitants, une enquête de recensement portant sur toute la population est réalisée tous les cinq ans, les populations de référence des années intermédiaires étant quant à elles estimées par interpolation ou extrapolation. Pour la commune, le premier recensement exhaustif entrant dans le cadre du nouveau dispositif a été réalisé en 2006.
En 2022, la commune comptait 257 habitants, en évolution de +13,72 % par rapport à 2016 (Calvados : +1,58 %, France hors Mayotte : +2,11 %).
Brémoy a compté jusqu'à 591 habitants en 1806.
| 1793 | 1800 | 1806 | 1821 | 1831 | 1836 | 1841 | 1846 | 1851 |
| ---- | ---- | ---- | ---- | ---- | ---- | ---- | ---- | ---- |
| 588  | 566  | 591  | 561  | 548  | 556  | 540  | 550  | 533  |

| 1856 | 1861 | 1866 | 1872 | 1876 | 1881 | 1886 | 1891 | 1896 |
| ---- | ---- | ---- | ---- | ---- | ---- | ---- | ---- | ---- |
| 509  | 484  | 494  | 426  | 447  | 418  | 426  | 438  | 367  |

| 1901 | 1906 | 1911 | 1921 | 1926 | 1931 | 1936 | 1946 | 1954 |
| ---- | ---- | ---- | ---- | ---- | ---- | ---- | ---- | ---- |
| 370  | 374  | 383  | 342  | 353  | 327  | 303  | 281  | 302  |

| 1962 | 1968 | 1975 | 1982 | 1990 | 1999 | 2006 | 2011 | 2016 |
| ---- | ---- | ---- | ---- | ---- | ---- | ---- | ---- | ---- |
| 261  | 209  | 194  | 183  | 181  | 226  | 217  | 214  | 226  |

| 2021 | 2022 | - | - | - | - | - | - | - |
| ---- | ---- | - | - | - | - | - | - | - |
| 247  | 257  | - | - | - | - | - | - | - |

## Lieux et monuments
- Église Notre-Dame de Brémoy (XVIe et XVIIe siècles).